# Ses 7 premières compositions
Albums de Daniel Balavoine
Sauver l'amour
(1985) Balavoine (compilation)
(1990)
Ses 7 premières compositions est une compilation de Daniel Balavoine, sorti en 1986, chez Vogue. Sorti peu après la mort du chanteur, le 14 janvier 1986, elle regroupe sept titres enregistrées entre 1971 avec le groupe Présence et en 1973 en solo.
La première édition de l'album montre une photo de Balavoine issu du single Viens vite sur un fond rouge, tandis que les rééditions en CD montre une photo du chanteur datant de la fin des années 1970,,. Les sept chansons figurent sur le deuxième disque de la compilation Daniel Balavoine - 30ème anniversaire, paru en 2015.

## Titres
| No | Titre                                                                                             | Auteur                          | Durée |
| -- | ------------------------------------------------------------------------------------------------- | ------------------------------- | ----- |
| 1. | Viens vite (Single sorti en 1973)                                                                 | Daniel Balavoine                |       |
| 2. | Lire un livre (Face B de Viens vite)                                                              | Daniel Balavoine                |       |
| 3. | La Confiture (inédit)                                                                             | Daniel Balavoine                |       |
| 4. | Tout va bien (inédit)                                                                             | Daniel Balavoine                |       |
| 5. | Le jour s'est levé (Single sorti en 1971, interprété avec le groupe Présence)                     | Daniel Balavoine, Daniel Darras |       |
| 6. | La Lumière et la folie (Face B de Le Jour s'est levé en 1971, interprété avec le groupe Présence) | Daniel Balavoine, Daniel Darras |       |
| 7. | Même sans tes fleurs (inédit)                                                                     | Daniel Balavoine                |       |